# Mike Braun
Pour les articles homonymes, voir Braun.
Michael K. Braun, dit Mike Braun, né le 24 mars 1954 à Jasper (Indiana), est un entrepreneur et homme politique américain. Membre du Parti républicain depuis 2012 et auparavant membre du Parti démocrate, il est élu à la Chambre des représentants de l'Indiana pour le 63e district de l'État de 2014 à 2017. 
Il se porte candidat aux élections de 2018 pour le Sénat des États-Unis et remporte le 8 mai 2018 l'investiture officielle de son parti en arrivant en tête de la primaire républicaine, devant ses principaux adversaires, Todd Rokita et Luke Messer. Lors de l'élection générale du 6 novembre 2018, il bat le candidat du Parti démocrate, le sénateur fédéral sortant, Joe Donnelly.

## Biographie

### Origine et études
Mike Braun est originaire de Jasper, dans le sud-ouest l'Indiana. Diplômé de la Jasper High School, du Wabash College et de la Harvard Business School, où il obtient un master, il est PDG de la société Meyer Distributing.

### Premiers engagements politiques
Mie Braun est membre du Jasper School Board entre 2004 et 2014,. Il est élu représentant du 63e district de l'Indiana à la Chambre des représentants de l'État en 2014. Réélu en 2016, il démissionne en 2017 pour préparer sa campagne pour le Sénat des États-Unis.

### Sénateur des États-Unis

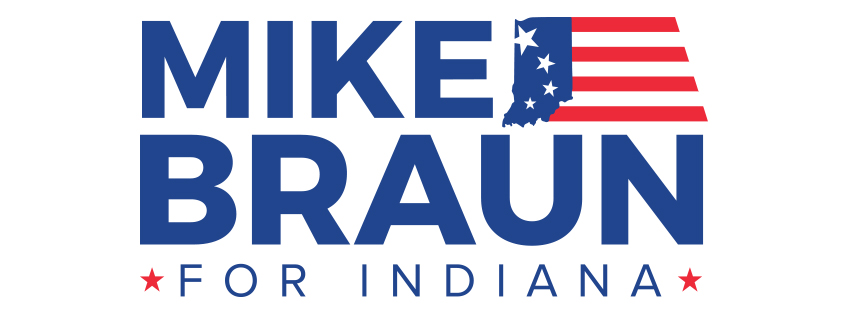
Logo de campagne de Mike Braun pour le Sénat.

Le 8 mai 2018, Mike Braun décroche l'investiture officielle du Parti républicain pour le Sénat. Il arrive en tête de la primaire républicaine face à Todd Rokita et Luke Messer, offrant un discours de campagne hors-système. Sa marge de victoire est de plus de 56 000 voix, pour un total d'environ 208 520 suffrages obtenus, soit 41 % des suffrages exprimés. Déjouant la plupart des pronostics et des sondages, il bat au soir de l'élection le sénateur sortant et candidat du Parti démocrate, Joe Donnelly, avec plus de 100 000 voix d'avance.
En octobre 2019, Mike Braun lance avec Christopher Coons le caucus du Sénat sur les solutions climatiques, visant à encourager la coopération bipartite sur le changement climatique.
Après les élections sénatoriales de novembre 2022, Braun soutient la candidature de Rick Scott pour remplacer Mitch McConnell au poste de Minority leader, le chef des républicains au Sénat. Cette candidature est soutenue par l'aile droite des républicains. Scott est toutefois battu par 10 voix pour et 37 contre,.
Braun se déclare candidat en 2022 pour le poste de gouverneur de l'Indiana pour lequel le sortant Eric Holcomb ne peut se représenter en 2024, renonçant donc à se présenter pour un deuxième mandat au Sénat. Notamment soutenu par Donald Trump, il remporte la primaire républicaine en mai 2024, notamment face à la lieutenant-gouverneur Suzanne Crouch. Le 5 novembre, il est élu gouverneur contre la candidate démocrate Jennifer McCormick.

### Vie privée
Mike Braun et son épouse, Maureen, ont quatre enfants. Il est de religion catholique. Son frère, Steve Braun, est également un homme politique.